# Réseau interurbain de la Vienne
 (juillet 2018).
Si vous disposez d'ouvrages ou d'articles de référence ou si vous connaissez des sites web de qualité traitant du thème abordé ici, merci de compléter l'article en donnant les références utiles à sa vérifiabilité et en les liant à la section « Notes et références ».
Le réseau Lignes en Vienne est le réseau de transport interurbain du département de la Vienne, en région Nouvelle-Aquitaine. Le réseau couvre tout le département à l'exception de Poitiers et Châtellerault qui disposent de leur propre réseau de transport.

## Transporteurs
- Veolia Transport Poitou-Charentes
- Keolis
- Les Rapides du Poitou
- Martin MC

## Lignes du réseau
La liste des lignes au 1er septembre 2021 est présentée dans le tableau ci-après :
| N°  | Dessertes                                      |
| --- | ---------------------------------------------- |
| 100 | Poitiers ↔ Châtellerault                       |
| 105 | Poitiers ↔ L'Isle-Jourdain                     |
| 106 | Poitiers ↔ Gençay ↔ Civray                     |
| 107 | Poitiers ↔ Vivonne ↔ Couhé                     |
| 109 | Poitiers ↔ Latillé ↔ Chalandray                |
| 110 | Poitiers ↔ Mirebeau ↔ Loudun                   |
| 111 | Poitiers ↔ Lencloître ↔ Monts-sur-Guesnes      |
| 201 | Châtellerault ↔ Lencloître ↔ Loudun            |
| 301 | Chauvigny ↔ Lussac-les-Châteaux ↔ Montmorillon |
| 302 | Availles-Limouzine ↔ Lussac-les-Châteaux       |
| 303 | Jaunay-Clan ↔ Avanton ↔ Neuville-de-Poitou     |
| 304 | Jaunay-Clan ↔ Vendeuvre-du-Poitou              |

## Communes desservies
Les communes desservies sont répertoriées par ordre alphabétique.
| - Adriers - Amberre - Anché - Angles-sur-l'Anglin - Angliers - Antigny - Antran - Arçay - Archigny - Aslonnes - Asnières-sur-Blour - Asnois - Aulnay - Availles-en-Châtellerault - Availles-Limouzine - Avanton - Ayron - Basses | - Beaumont - Bellefonds - Benassay - Berrie - Berthegon - Béruges - Béthines - Beuxes - Biard - Bignoux - Blanzay - Blaslay - Bonnes - Bonneuil-Matours - Bouresse - Bourg-Archambault - Bournand - Ingrandes sur Vienne |

(liste non exhaustive)